# PFK Minyor Pernik
El PFK Minyor Pernik (ПФК Миньор Перник) és un club de futbol búlgar de la ciutat de Pernik.

## Història
El Minyor va ser fundat el 1952 després de la unió de diversos clubs locals. Tot i ser un club modest, ha jugat a primera divisió els anys 1951-1962, 1966-1970, 1972-1977, 1979-1981, 1984-1985, 1987-1989, 1990-1992 i 1996-2001. Les millors temporades les assolí els anys 1954/1955 i 1960/1961 on fou quart.

### Evolució del nom
- 1919: Neix el Krakra Pernik
- 1932: Neix el Svetkavitza Pernik
- 1936: Neix el Benkovski Pernik
- 1942: Neix el ŽSK Pernik
- 1944: Es fusionen els quatre clubs anteriors formant el Rudničar Pernik
- 1946: Es reanomena Republikanetz'46 Pernik
- 1948: Es reanomena Torpedo Pernik
- 1952: Es reanomena Minyor Pernik
- 1969: Es fusiona amb Metalurg Pernik formant el Krakra Pernishki Pernik
- 1970: Es reanomena FC Pernik
- 1973: Es reanomena Minyor Pernik

## Palmarès
- Finalista de la copa el 1958

## Jugadors destacats
| - Velizar Dimitrov - Pavel Vladimirov - Kiril Ivkov - Kiril Djorov - Anjelo Kuchukov | - Yanek Kuchukov - Zdravko Lazarov - Georgi Yordanov - Mario Valkov - Ludmil Evgeniev - Krasimir Svilenov |